# Silvia Andrea
Silvia Andrea, eigentlich Johanna Garbald-Gredig (* 20. März oder 22. März 1840 in Zuoz, Oberengadin; † 4. März 1935 in Castasegna, Bergell), war eine Schweizer Schriftstellerin.

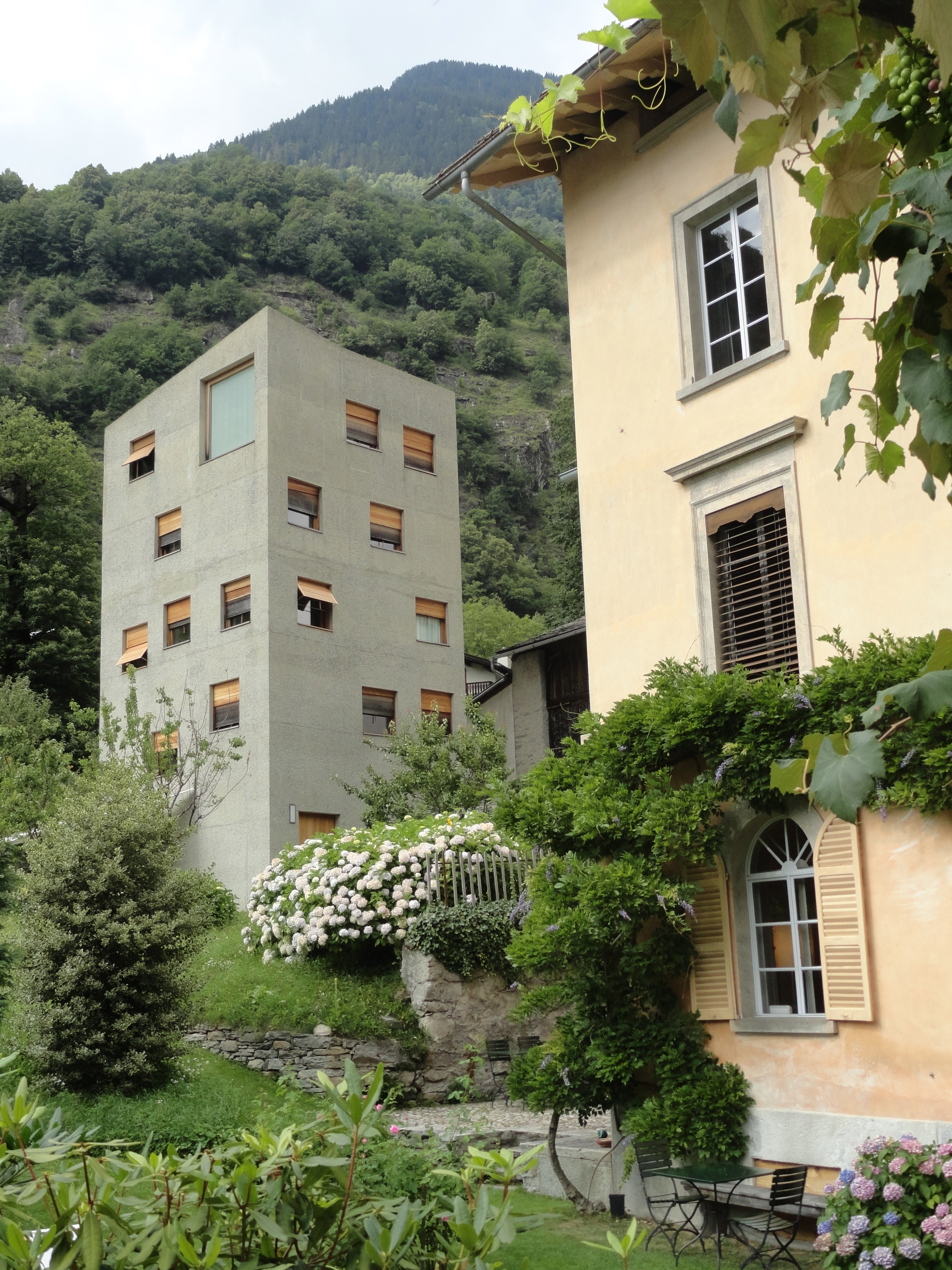
Villa Garbald (rechts) und der Wohnturm Roccolo

## Leben
Johanna Gredig, gebürtige Rätoromanin, besuchte in Zuoz die Dorfschule. Sie erlernte dort und von ihrem Vater Thomas Gredig, einem Lehrer, die Grundlagen der deutschen Sprache. Der Vater war auch besonders auf die Pflege der rätoromanischen Sprache (Bündnerromanisch) bedacht. Später besuchte sie eine deutsche Mädchenschule in Chur, wo sie sich begeistert in die deutsche Literatur vertiefte. 1861 heiratete sie den naturwissenschaftlich interessierten Zolleinnehmer Agostino Garbald (1828–1909) und zog nach Castasegna im Bergell.
Während der ersten 16 Jahre der von Anfang an als unkonventionell und emanzipiert gedachten Ehe kinderlos, konnte sich Johanna Garbald-Gredig ihrer weiteren Ausbildung und ihrem schriftstellerischen Schaffen widmen. Als gemeinsame Kinder kamen 1877 Andrea, 1880 Margherita und 1881 Augusto zur Welt. Viele ihrer Werke stammen aus dieser frühen Zeit. Sie war aber auch später, als dreifache Mutter, noch schriftstellerisch tätig. Unter dem Namen Silvia Andrea schrieb sie trotz ihrer rätoromanischen Muttersprache immer auf Deutsch. Zu ihren (teilweise ins Rätoromanische und Italienische übersetzten) Werken gehören eine um Frauenfiguren erweiterte Prosaversion des «Wilhelm Tell» (1891), Romane, Erzählungen und Gedichte. Sie war mit Joseph Victor Widmann bekannt und wurde von ihm gefördert.
Die von dem Ehepaar Garbald in Auftrag gegebene Villa Garbald in Castasegna wurde vom Architekten Gottfried Semper entworfen und ist sein einziger Bau südlich der Alpen. Sie dient heute mit einem modernen Anbau als Tagungs- und Seminarzentrum der ETH Zürich.

## Werke (Auswahl)
- Faustine. Roman. Vogel, Glarus 1889.
- Wilhelm Tell. Historische Erzählung, dem Schweizervolke zur Bundesfeier gewidmet. Frauenfeld 1891.
- Das Bergell. Wanderungen in der Landschaft und ihrer Geschichte. Huber, Frauenfeld 1901.
- Die Rhätierin; Ein Apostel. Zwei Erzählungen aus Graubündens Vergangenheit. W. Schäfer, Schkeuditz 1905.
- Violanta Prevosti. Geschichtlicher Roman. Huber, Frauenfeld 1905.
- Wir und unsere Lieblinge. Huber, Frauenfeld 1914.
- Die Rüfe. Eine Erzählung. Huber, Frauenfeld 1927.